# Чу Миньи
Чу Миньи́ (кит. трад. 褚民誼, пиньинь Chǔ Mínyì, Cho Mingi; 17 января 1884, Хучжоуская управа, провинция Чжэцзян, Империя Цин — 23 августа 1946, Сучжоу, Китай) — китайский политик, деятель Гоминьдана, в годы Второй мировой войны министр иностранных дел Китайской Республики при коллаборационистском режиме Ван Цзинвэя.

## Биография
Родился в семье чиновников на землях Хучжоуской управы (современный городской округ Хучжоу) провинции Чжэцзян (Империя Цин). Отец — врач. Чу Миньи был отправлен учиться в Японию в 1903 году, где изучал экономику и политику. В 1906 году совместно с Чжаном Цзинцзяном уехал учиться во Францию и вскоре вступил в революционную организацию Тунмэнхой, которая собиралась свергнуть династию Цин. Во Франции он примкнул к группе парижских анархистов из Китая, куда входили Ли Шицзэн и Цай Юаньпэй, которым он помогал печатать пропагандистские листовки республиканского движения.
В ноябре 1911 года после начала Синьхайской революции он вернулся в Шанхай, где возглавил местное отделение «Тунмэнхой». Однако Чу разошёлся во мнении с Сун Цзяожэнем по поводу образования «Гоминьдана» и уехал в Бельгию, где окончил свободный Брюссельский университет, получив степени по медицине и фармакологии. Однако врачебной практикой Чу Миньи не занимался. Он вернулся в 1915 году ненадолго в Китай, где выступал против попыток Юань Шикая восстановить императорскую власть. В 1921 году он стал вице-президентом Франко-китайского института, основанного Ли Шицзэном в Лионском университете, и занимал этот пост около года. В 1922 году он переехал в Страсбург, где и получил докторскую степень в 1925 году.
В 1925 году после смерти Сунь Ятсена Чу вернулся в Китай и вошёл в состав образовательной комиссии Гоминьдана, возглавив медицинскую школу в Гуандунском университете. С 1926 года — член Центрального исполнительного комитета Гоминьдана, основатель Ассоциации китайского искусства, председатель Комиссии по учреждению национальной гигиены, представитель Китая в европейских странах в 1930-е годы. Покинул свои посты из-за разногласий с Чан Кайши.
В 1937 году Чу был в Шанхае во время второго Шанхайского сражения и не покинул город во время японской оккупации. После того, как Ван Цзинвэй вышел из Гоминьдана и образовал коллаборационистское «Нанкинское националистическое правительство» (режим Ван Цзинвэя), Чу принял пост вице-президента в Исполнительном юане и стал министром иностранных дел Китайской Республики в 1940 году. О правительстве Ван Цзинвэя говорили так: «рот — Чэнь Гунбо, перо — Чжоу Фохай, ноги — Чу Миньи».
30 ноября 1940 года Чу как министр иностранных дел подписал в Токио договор о признании Японией законным Нанкинского правительства и к концу 1941 года уже начал работать над дипломатическим признанием со стороны стран оси. Награждён Орденом Восходящего солнца 1-го класса по указу императора Хирохито. Играл важную роль в работе правительства, будучи его послом в японской Йокогаме, вплоть до конца Второй мировой войны.
В августе 1945 года после капитуляции Японии Чу Миньи был арестован властями Китайской Республики в Гуандуне, где занимал пост губернатора, и через год отдан под суд в Нанкине по обвинению в государственной измене. Однако со стороны населения к Чу была довольно сильная симпатия, поскольку его как китайского националиста трудно было назвать ханьцзянем, к тому же его действия объяснялись слепым доверием к Ван Цзинвэю. Однако Чу был признан виновным и 23 августа 1946 года расстрелян в Сучжоу. Перед смертью он заявил:

Я не стыжусь своей прожитой жизни, а смерть моя только повысит её ценность. Завещаю отправить своё тело в больницу, чтобы оно использовалось для обучения студентов медицине.